# Carl Sherman
Carl Sherman (* 16. Oktober 1890 in Olmütz, Österreich-Ungarn; † 17. Juli 1956 in Larchmont, New York) war ein US-amerikanischer Jurist und Politiker (Demokratische Partei).

## Werdegang
Über die Jugendjahre von Carl Sherman ist nichts bekannt. Er lebte in Buffalo (New York). Irgendwann studierte er Jura und erhielt seine Zulassung als Anwalt. Der Präsident Woodrow Wilson ernannte ihn zum stellvertretenden United States Attorney am United States District Court for the Western District of New York. Bei den Wahlen im Jahr 1922 wurde er zum Attorney General von New York gewählt, erlitt aber bei seiner Wiederwahlkandidatur 1924 gegenüber dem Republikaner Albert Ottinger eine Niederlage. Sherman bekleidete den Posten von 1923 bis 1924. Er nahm 1924 und 1956 als Delegierter an den Democratic National Conventions teil und 1948 als Ersatzmann (alternate delegate) an der Democratic National Convention. Von 1945 bis 1950 war er Treasurer im New York State Democratic Committee. Beim American Jewish Congress 1929 war er Vizepräsident. Er verstarb während seines Urlaubs in Larchmont (New York) und wurde dann auf dem Cedar Park Cemetery in Paramus (New Jersey) beigesetzt.